# Coupe Celtique
La Coupe Celtique est une compétition de hockey sur glace regroupant des équipes écossaises et irlandaises. 

## Historique
La première édition de la compétition se déroule lors de la saison 2008-2009. Les équipes participantes de la saison inaugurale sont:
- Paisley Pirates  Écosse
- Dundee Stars  Écosse
- Fife Flyers  Écosse
- Solway Sharks  Écosse
- Dundalk Bulls  Irlande
- Latvian Hawks  Irlande

Toutes les équipes se rencontrent deux fois à domicile et deux fois à l'extérieur. Les quatre premières équipes de ce championnat se qualifient pour les séries éliminatoires.

## Équipes actuelles
- Paisley Pirates  Écosse
- Dundee Stars  Écosse
- Fife Flyers  Écosse
- Solway Sharks  Écosse
- Charlestown Chiefs  Irlande

## Palmarès
- 2009 : Fife Flyers